# Фанано
Фанано (итал. Fanano) —  коммуна в Италии, расположена в области Эмилия-Романья, подчиняется административному центру Модена.
Население коммуны, на 01.01.2025 года, составляло 2981 человек, плотность населения — 33,14 чел./км². Коммуна занимает площадь 89,95 км². 
Почтовый индекс — 41021. Телефонный код — 0536.
Покровителем коммуны почитается святой Сильвестр I, папа Римский. Празднование 31 декабря.